# Hans Lutz
Hans Lutz (Stoccarda, 31 marzo 1949) è un ex pistard tedesco.
Ciclista dilettante, in rappresentanza della Germania Ovest fu medaglia di bronzo nell'inseguimento individuale ai Giochi olimpici di Monaco di Baviera 1972 e medaglia d'oro nell'inseguimento a squadre ai Giochi di Montréal 1976. Fu anche cinque volte campione del mondo, quattro nell'inseguimento a squadre (1970, 1973, 1974, 1975) e una nell'inseguimento individuale (1974).

## Palmarès
- 1968 (dilettanti)

Campionati tedeschi occidentali, Inseguimento a squadre (con Karl Link, Herbert Honz e Albert Fritz)
- 1969 (dilettanti)

Campionati tedeschi occidentali, Inseguimento a squadre (con Karl Link, Herbert Honz e Manfred Lederer)
- 1970 (dilettanti)

Campionati tedeschi occidentali, Inseguimento individuale
Campionati del mondo, Inseguimento a squadre (con Günter Haritz, Günther Schumacher e Peter Vonhof)
- 1972 (dilettanti)

Campionati tedeschi occidentali, Inseguimento individuale
- 1973 (dilettanti)

Campionati del mondo, Inseguimento a squadre (con Günter Haritz, Günther Schumacher e Peter Vonhof)
- 1974 (dilettanti)

Campionati del mondo, Inseguimento individuale
Campionati del mondo, Inseguimento a squadre (con Günther Schumacher, Dietrich Thurau e Peter Vonhof)
- 1975 (dilettanti)

Campionati del mondo, Inseguimento a squadre (con Gregor Braun, Günther Schumacher e Peter Vonhof)
- 1976 (dilettanti)

Campionati tedeschi occidentali, Inseguimento a squadre (con Roland Weissinger, Heinz Betz e Henry Rinklin)
Giochi olimpici, Inseguimento a squadre (con Gregor Braun, Günther Schumacher e Peter Vonhof)

## Piazzamenti

### Competizioni mondiali
- Campionati del mondo

Leicester 1970 - Inseguimento individuale Dil.: 8º
Leicester 1970 - Inseguimento a squadre: vincitore
San Sebastián 1973 - Inseguimento individuale Dil.: 7º
San Sebastián 1973 - Inseguimento a squadre: vincitore
Montréal 1974 - Inseguimento individuale Dil.: vincitore
Montréal 1974 - Inseguimento a squadre: vincitore
Rocourt 1975 - Inseguimento a squadre: vincitore
San Cristóbal 1977 - Inseguimento individuale Dil.: 5º
San Cristóbal 1977 - Inseguimento a squadre: 2º
- Giochi olimpici

Monaco di Baviera 1972 - Inseg. individuale: 3º
Montréal 1976 - Inseg. a squadre: vincitore